# Època ibèrica al País Valencià

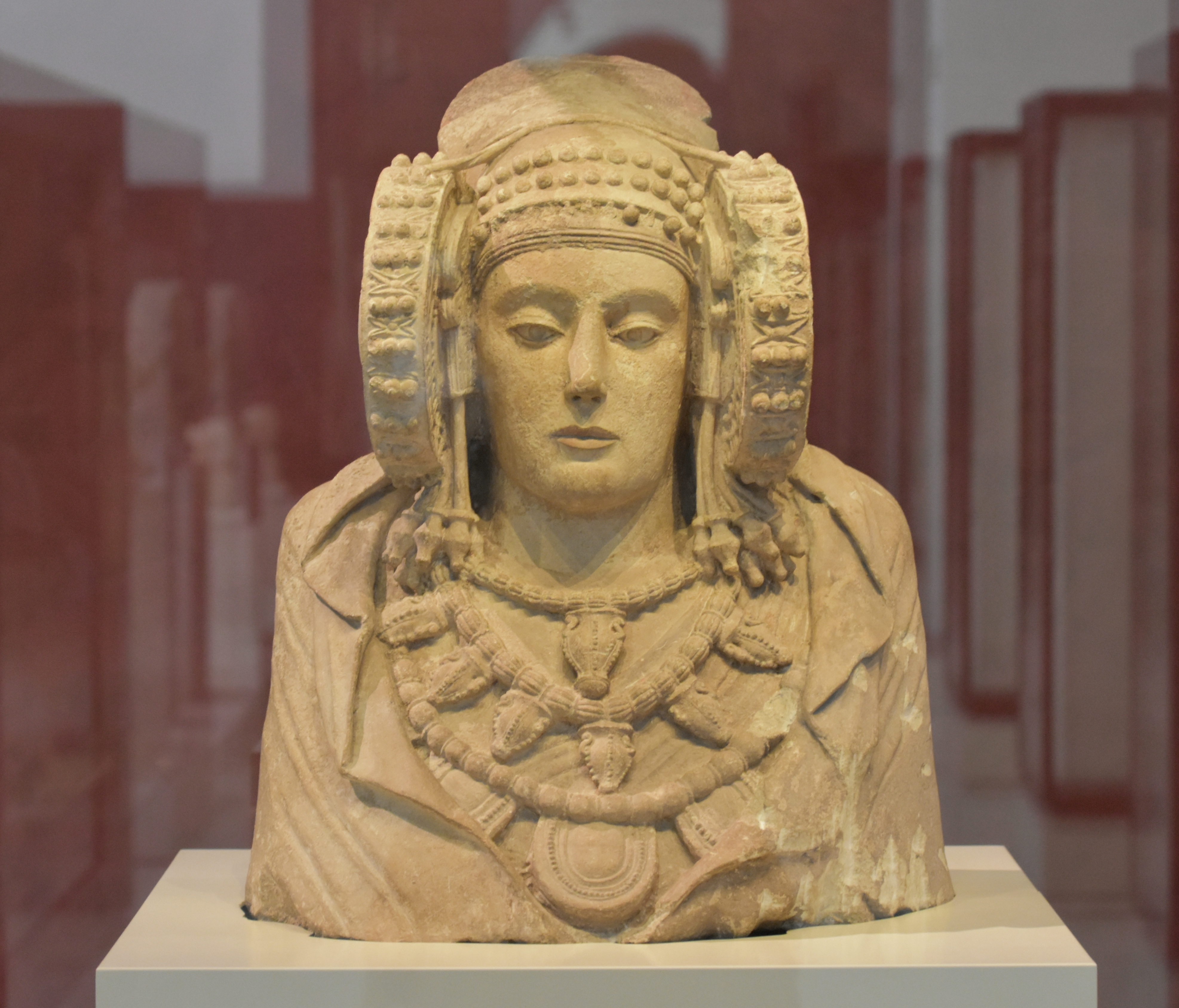
Dama d'Elx, obra mestra de l'art ibèric

L'època ibèrica al País Valencià correspon, aproximadament, al període 5000-segle iii aC de la prehistòria, quan els ibers eren el poble predominant a les costes de la península Ibèrica.

## Època preibèrica
Els primers vestigis de població que es tenen al País Valencià, daten de l'època paleolítica i estan constituïts per alguns esquelets i pintures prehistòriques que han sigut trobades a algunes coves del país. Així, a Xàtiva a la Cova Negra s'han trobat algunes deixalles humanes de tipus neandertal que fan pensar que aquesta cova estava habitada en temps remots. També són característics d'aquesta època les pintures prehistòriques de Bicorp, Ares del Maestrat, Valltorta, Morella, La Serreta (Alcoi), la Cova del Parpalló (Gandia), etc..
Totes aquestes pintures conformen el que s'anomena l'Escola Llevantina i es caracteritzen per representar escenes costumistes dels seus habitants, i segurament també devien tenir un significat màgic.

## Els ibers
Segons algunes teories, els ibers tindrien el mateix origen que els bascs primitius, i s'haurien estès des d'un lloc pròxim als Pirineus a tot Europa, fa uns 30.000 anys. De fet els mots ibèric, o Ebre, Ivry, i Ebers podrien tenir el mateix origen, i el seu significat seria el d'un lloc relacionat amb un curs d'aigua.
Aquests pobles malgrat que les seues característiques culturals comuns constituïren tribus separades i per tant, formaven una sèrie de poblacions cadascuna d'elles més o menys independent de les altres però dins d'una mateixa cultura.
Les ciutats ibèriques més importants governaven sobre les d'una mateixa zona constituint una mena de xicotets regnes amb la població més important com a "capital".
Al País Valencià, les característiques geogràfiques diferents de les de l'època actual feren que les principals poblacions ibèriques estigueren situades fora de la zona de la planura on actualment se situa la Ciutat de València, ja que a aquella època, la llacuna de l'Albufera era molt més gran i pràcticament unia el riu Túria amb el Xúquer. Això feia de la zona de la planura un lloc pantanós i pràcticament inhabitable on només anaven els caçadors d'aus de tant en tant.
Així doncs els poblats més importants estaven situats a llocs més alts vorejant les zones d'aiguamolls i ficant-se a tossals en "terra ferma" que feien possible una millor defensa i donaven un terreny més ferm on construir allunyat de les zones pantanoses infestades de mosquits. La capital ibèrica estava situada on es troba actualment Llíria (capital del Camp de Túria) sota el nom d'Edeta. Tot sembla indicar que tingué una certa importància a la zona central del País, fins que fou destruïda el 76 aC a les guerres de Sertori.
Altres poblats ibèrics importants eren: Arse (Sagunt), Sètabis (Xàtiva), Sucro (possiblement Cullera), Ilici, Al·ló (la Vila Joiosa), Moixent, etc. Tot plegat, totes aquestes poblacions constituirien una mena de xarxa de ciutats estat que estarien molt relacionades entre elles.
Sobre la Ciutat de València abans de l'època romana, no hi ha referències massa clares, però tot sembla indicar que hi havia una xicoteta població fortificada que hauria portat el nom de Turis, que estava situada a una illa sobre el riu Túria, riu del qual rep el seu nom.
Els ibers deixaren al País Valencià clares mostres del seu art, la més coneguda de totes és la Dama d'Elx, un bust de pedra que representa a una dona noble dels il·licitans. Amb el monyo arreplegat en un complicat pentinat, al seu rostre es poden apreciar clarament les característiques típiques de la dona valenciana i és sense dubte la més important representació d'art ibèric del món. Una altra de les mostres més representatives de l'art ibèric trobades al País Valencià, és el famós Guerrer de Moixent, i que trobat a la localitat del mateix nom, representa un guerrer ibèric nu damunt un cavall amb la falcata i preparat per entrar en combat. Aquesta estàtua de plom està molt ben conservada i una rèplica de la mateixa es pot veure a l'entrada de Moixent sobre un pilar de pedra. També han estat trobades moltes peces de ceràmica, monedes, etc., a diferents punts de la geografia valenciana les quals conformen un tresor de riquesa incalculable sobre el nostre passat.

## Primers contactes
Els pobles més matinadors a l'hora d'establir contacte amb el contestans i els edetans que vivien a l'actual País Valencià, foren els fenicis, poble mariner que establí diverses factories comercials al País Valencià, com Herna (Guardamar del Segura).
Els grecs, no tardaren de fer-li la competència als fenicis i establiren contactes comercials a la costa contestana en punts com Àl·lon (la Vila Joiosa) i entraren en un clar conflicte amb els fenicis que s'anà resolent a poc a poc fins que la definitiva decadència dels fenicis deixà als grecs una certa època de primacia.
Aquesta època durà ben poc, ja que els cartaginesos, descendents dels fenicis, aplegaren al marxar els fenicis i després d'entrar en conflicte amb els grecs derrotaren a aquests a la batalla naval d'Alalia al 535 AC, assolint el control de tota la península.
Malgrat tot, aquests pobles mai exerciren un control dominant sobre els pobles autòctons i es dedicaren només a establir contactes comercials i a fundar factories per tal de negociar amb els ibèrics, sense intervenir més del que els era indispensable pels seus afers comercials.

## Les guerres púniques
Mentre els cartaginesos anaven desenvolupant el seu imperi marítim, una altra potència havia sorgit a la Mediterrània. Roma, una xicoteta ciutat a la vora del Tíber s'havia desenrotllat fins a arribar a ser un gran imperi comercial i ara li disputava a Cartago el domini de l'illa de Sicília.
Els cartaginesos van reclutar soldats dels poblats ibèrics, i així molts infants i genets edetans van combatre del costat de Cartago a la Primera Guerra Púnica. Aquella fou una guerra llarga que durà més d'una dècada i on els cartaginesos, després de fracassar al no poder prendre la ciutat de Siracusa foren forçats a signar una pau que els deixava la península Ibèrica com l'única eixida per mantenir el seu imperi comercial però Amílcar Barca era atacat per un rei ibèric del País Valencià i morí ofegat al Vinalopó durant la batalla d'Ilici el 228 aC.
A la Segona Guerra Púnica, el general Hanníbal Barca al qual el seu pare havia fet jurar revenja contra Roma, atacà la ciutat d'Arse, aliada de Roma, desencadenant els esdeveniments abans que els romans estigueren preparats. Els saguntins feren una defensa molt forta de la seua ciutat, i després de vuit mesos de lluita molts preferiren suïcidar-se. Després de la presa de Sagunt, Hanníbal reclutà molts guerrers edetans per creuar els Pirineus i els Alps per enfrontar-se als romans al seu propi territori.
Sense la logística proporcionada pel seu germà, Hanníbal anà perdent existències i no pogué obtenir els equips necessaris per prendre Roma, la qual cosa l'obligà a retirar-se de territori italià. Després del fracàs a Itàlia hagué d'enfrontar-se amb Publi Corneli Escipió el qual havia desembarcat a la costa llevantina conquerint molt de territori cartaginès amb la qual cosa comença l'època romana al País Valencià i a la Península. Finalment, Hanníbal fou derrotat a la costa africana.

## Llengua i Escriptura
La llengua dels ibers està documentada per escrit fonamentalment en escriptura ibèrica nord-oriental i residualment en escriptura ibèrica sud-oriental i en alfabet grecoibèric. Els textos en llengua ibèrica es poden llegir gairebé sense dificultats, però en la seva major part són incomprensibles, atès que la llengua ibèrica és una llengua sense parents prou propers com per ser útils en la traducció de textos. Una de les escasses excepcions són els textos curts que només contenen noms de persones, atès que l'antroponímia ibèrica és un dels aspectes més ben coneguts de la llengua ibèrica gràcies a les inscripcions llatines.

## Estructura social
En aquest medi, potenciat per les influències colonials que actuaven des de la costa, les primitives formacions tribals heretades de l'edat del bronze van començar a entrar en crisi a partir del moment en què la demanda exterior va exigir la constitució d'unes comunitats estructurades, de manera que la producció i les xarxes de distribució estiguessin garantides per una autoritat central, amb la consegüent aparició d'aristocràcies i d'una divisió del treball cada vegada més acusada.
L'existència d'aquesta aristocràcia la coneixem gràcies a l'arqueologia, i més concretament, a l'existència, al sud del País Valencià, d'una escultura animalística funerària de prestigi, elaborada amb pedra, que formava part de tombes més o menys monumentals datables des de final del segle vi al principi del segle iv, en les quals enterraven els membres de l'aristocràcia.
Certs indicis proporcionats per les fonts escrites relatives a les accions menades pels bàrquides durant la segona meitat del segle iii a la península Ibèrica, després de la derrota soferta en la primera contesa de Cartago contra Roma, assenyalen que, com a mínim als territoris meridionals ibèrics, s'havia desenvolupat una transformació de l'estructura del poder tendent a l'aparició de monarquies sovint hereditàries, un fenomen que sembla que també es va donar entre els ilergets de la Catalunya de Ponent.
Des del punt de vista de l'estratificació social, si hem de fer cas de les dades proporcionades per l'arqueologia, com a mínim pel que fa a Catalunya, l'excavació dels hàbitats ibèrics no mostra una diferenciació social gaire acusada, si cal jutjar a partir de l'amplitud i el confort d'uns habitatges respecte als altres, ni tampoc es detecten unes àrees que privilegiïn les pràctiques d'unes activitats econòmiques o laborals concretes. A l'hora de copsar diferències socials entre els membres d'una comunitat ibèrica, potser les necròpolis són els indrets on aquestes es poden manifestar amb més contundència, però això, que per exemple a Andalusia o al País Valencià és factible, al Principat ho és molt menys perquè el nombre de necròpolis descobertes fins ara en el seu àmbit territorial és molt migrat.

## Economia
Les fonts clàssiques no ofereixen pràcticament cap informació sobre l'economia dels ibers, per tant l'única font d'informació és la procedent de l'arqueologia.
Pel que fa a l'agricultura, els cereals van constituir la base de la producció: l'ordi, el blat dur, el mill, l'espelta, l'espelta petita, l'escanda i la civada. Una part de la producció es devia panificar, mentre que una altra part es dedicava a la producció de cervesa. Els llegums són el segon grup en importància: la llentia, el pèsol, la fava, etc. El lli era important, tant per l'obtenció de fibres per fer teixits com d'oli. També la vinya era un conreu freqüent tant pel seu consum directe, com per la seva transformació en vi. Pel que fa a la ramaderia, els bòvids mascles eren explotats fonamentalment com a força de treball en l'activitat agrícola i les femelles per l'obtenció de llet. Els porcs només eren usats per la seva aportació alimentària, mentre que cabres i ovelles serien usats per obtenir de forma complementària, carn, llet i llana. Els cavalls serien animals de prestigi i útils per la guerra. Pels poblats costaners la pesca també devia ser una activitat important, atès que s'han trobat hams i ploms de xarxa, però no es coneixen els tipus de barques que empraven.
La metal·lúrgia del ferro s'aplica tant a la producció d'armes com una gran diversitat d'instruments de treball: relles d'arada, pics, destrals, aixades, magalls, falçs, tisores d'esquilar, etc. La metal·lúrgia del bronze s'aplica a la producció d'objectes personals: sivelles de cinturó, fíbules, agulles, anelles, arracades, etc.
L'activitat tèxtil està ben documentada tant per algunes representacions iconogràfiques de dones filant com la presència abundant de pesos de teler i fusaioles. Els ibers vestien roba de lli i llana. El teixit es realitzava dins les cases o a l'exterior al costat de l'entrada. El procés d'elaboració d'un teixit constava de diverses fases: cardat de la llana, filatura i teixidura. La filatura es feia amb un fus de fusta en un extrem del qual es col·locava una fusaiola d'argila; la teixidura es realitzava en telers verticals formats per una estructura de fusta quadrangular en la qual s'agrupaven els fils, tibant-los amb ajuda de pesos d'argila. Amb la llançadora de mà es feia la trama passant horitzontalment els fils i alternant amb fils verticals. Als poblats ibèrics aquesta activitat ha estat identificada gràcies a la presència de fusaioles, llavors de lli i restes de fibres. Altres activitats artesanals que tenien lloc però que són difícils de documentar són l'adobament de pells, el treball de l'espart i de la fusta, materials àmpliament utilitzats pels ibers.
La producció ceràmica és molt variada i de molt bona qualitat, amb pastes treballades, depurades i cuites a alta temperatura: àmfores per al transport, vaixella de taula, vasos d'emmagatzematge i per la transformació d'aliments, etc. Les decoracions acostumen a ser pintades en vermell tant geomètriques com figuratives.
El comerç d'importació es documenta fonamentalment per la troballa de vaixella de taula i grans envasos de transport de productes alimentaris (vi, oli i salons de peix) grecs, fenici-púnics, etruscs i romans. El comerç d'exportació es documenta mitjançant la troballa d'àmfores ibèriques en el Llenguadoc-Rosselló, a Cartago i a Eivissa que probablement contenien vi i cervesa. Els cereals probablement van constituir una gran part de les exportacions tenint en compte els grans conjunts de camps de sitges que es documenten al segle iv aC coincidint amb la intensificació de les importacions. També els metalls devien ser objecte d'exportació: especialment el coure i la plata.

## Moneda
Les primeres monedes que empren els ibers per realitzar intercanvis comercials són les produïdes pels grecs a Empúries i Roses el segle V aC. De fet inicialment els ibers empraven la moneda fenícia i grega com objecte exòtic d'ostentació. A finals del segle iv aC s'encunya moneda a Arse, l'actual Sagunt. L'esclat de la Segona Guerra Púnica comporta la fabricació de gran quantitat de moneda de plata. Durant la dominació romana a la Hispània Citerior, la Hispània Ulterior i en poblacions celtiberes s'encunya moneda amb inscripcions iberes.
Aquestes monedes han esdevingut una eina privilegiada per conèixer denominacions de poblacions, déus, mites o indumentària que d'altra manera haguessin restat en l'oblit.

## Religió
De l'existència de sacrificis d'animals entre els ibers n'informa Estrabó, que diu que els ibers sacrificaven segons el ritual dels grecs, recollien sang en una pàtera, entonaven càntics i tocaven música de flautes. Molts dels exvots o petites figuretes de bronze trobades en els llocs de culte apareixen amb els braços oberts en actitud orant i en les decoracions pintades de la ceràmica del Puig de Sant Miquel (Llíria, València) apareixen sovint escenes de dansa ritual. Els cultes als avantpassats tenien lloc a les cases, mentre que els relacionats amb les forces de la natura es desenvolupaven en santuaris situats fora dels assentaments, tot i que en els jaciments més importants es detecten edificis singulars que probablement tenien una funció religiosa.
Un dels cultes més populars era el de Demeter, una divinitat grega femenina relacionada amb l'agricultura i la mort, assimilada en el món púnic a Tanit i que en el món ibèric estaria assimilada a alguna divinitat local. No es coneixen els nom de les divinitats ibèriques, tot i que en dues inscripcions llatines apareixen citades dues divinitats de nom cèltic: Herotoragus i el déu Seitundus. En el món ibèric meridional hi ha evidències de la heroïtzació de personatges humans: és el cas del santuari del Pajarillo (Huelma, Jaén).
Els cadàvers eren cremats vestits, sovint amb les seves armes i altres objectes personals. Les restes eren rentades abans de ser col·locades en una urna que s'enterrava en un clot acompanyada d'objectes personals i altres ofrenes. Al sud són molt freqüents les grans tombes i els monuments funeraris, al nord només es documenten petits túmuls i esteles a vegades inscrites, com la trobada a Rubí. Tot i que la incineració és pràcticament universal entre els ibers, cal destacar que és molt freqüent la inhumació de nadons dins de les cases.
Pel que fa als aspectes ideològics del ritual d'incineració, es pensava que el cadàver del difunt es convertia en fum que ascendia al Cel. En cas d'un guerrer traspassat, les armes eren doblegades i cremades al foc funerari. Posteriorment, les brases s'apagarien possiblement amb vi i la resta dels ossos que no s'havien cremat es rentaven i eren dipositats a l'urna. Tot seguit se celebrava un àpat funerari, que era més sofisticat com més alta era la jerarquia del personatge sepultat, que precedia a la cerimònia de la libació o vessament de vi sobrant d'aquest banquet i es col·locaven ofrenes d'aliments a la tomba. També es trencaven de manera ritual els vasos ceràmics que havien estat utilitzats en l'àpat i es dipositaven al costat de l'urna. Així es procurava que l'ús dels vasos finalitzés amb la vida del propietari. Aquest ritual de trencament de vaixella ceràmica es troba constatat fins al segle iii aC a les necròpolis ibèriques. A les necròpolis iberes documentades, els vasos ceràmics formaven part de les ofrenes o aixovar funerari, així com l'armament.